# Maria Gabriela de Baviera
Maria Gabriela de Baviera   (Tegernsee, 9 d'octubre de 1878 - Sorrento, 24 d'octubre de 1912) Duquessa de Baviera, va ser la filla menor del duc Carles Teodor de Baviera i la seva segona esposa, la infanta Maria Josep de Portugal . Es va casar amb el príncep Rupprecht de Baviera el 1900, però va morir abans que ell es convertís en príncep hereu. A través del seu segon fill Albrecht, Marie Gabrielle era l'àvia de l'actual duc de Baviera, Franz.

## Biografia
Nascuda a Tegernsee (Baviera) el dia 9 d'octubre de 1878, era filla del duc Carles Teodor de Baviera i de la infanta Maria Josepa de Portugal. Maria Gabriel·la era neta per via paterna del duc Maximilià de Baviera i de la princesa Lluïsa de Baviera; per via materna era neta del rei Miquel I de Portugal i de la princesa Adelaida de Löwenstein-Wertheim-Rosenberg.
El 10 de juliol de 1900 contragué matrimoni a Múnic amb el seu cosí segon, el príncep Rupprecht de Baviera. Era el fill gran del Lluís III de Baviera (més tard príncep regent i rei de Baviera) i de Maria Teresa d'Àustria-Este i de l'arxiduquessa Maria Teresa d'Àustria-Este.  Al casament hi va assistir el príncep Joaquim de Prússia, representant el seu pare, l'emperador Guillem II. Després del seu matrimoni, la parella es va establir a Bamberg, Baviera, on Rupprecht era cap d'un cos d'exèrcit. Els seus dos fills grans van néixer allà.
La parella va viatjar molt. Per exemple, van viatjar al Japó i van tornar pels Estats Units el 1903. El viatge al Japó va ser de naturalesa científica, i la parella anava acompanyada per un professor de renom de la Universitat de Munic. La Marie Gabriele va escriure a casa amb força entusiasme sobre el seu viatge. Com els seus pares, era una gran amant de la ciència i la natura, així com de la poesia i la música.
Mentre era al Japó, Marie Gabriele va emmalaltir greument.  En tornar a Baviera, va ser operada d'apendicitis. Es va recuperar completament.
La parella tingué quatre fills:
- SAR el príncep Leopold de Baviera, nat a Bamberg el 1901 i mort a Berchtesgaden el 1914.
- SAR la princesa Irmingard, nada a Bad Kreuth el 1902 i morta a Tegernsee el 1903.
- SAR el príncep Albert de Baviera, nat el 1905 a Múnic i mort el 1996 al Castell de Berg. Es casà en primeres núpcies el 1930 a Berchtesgaden amb la duquessa Maria Draskovich von Trakostjan; i en segones núpcies amb la duquessa Eugènia Keglevich von Buzin.